# Cindré
Cindré ist eine französische Gemeinde mit 282 Einwohnern (Stand 1. Januar 2022) im Département Allier in der Region Auvergne-Rhône-Alpes (vor 2016 Auvergne); sie gehört zum Arrondissement Vichy und zum Kanton Moulins-2.

## Geografie
Die Gemeinde Cindré liegt etwa 30 Kilometer südsüdöstlich von Moulins und etwa 20 Kilometer nordnordöstlich von Vichy. Hier entspringt das Flüsschen Valençon, das zum Allier entwässert. Umgeben wird Cindré von den Nachbargemeinden Treteau im Norden, Chavroches im Nordosten, Trézelles im Osten, Servilly im Südosten und Süden, Montaigu-le-Blin im Südwesten sowie Boucé im Westen.

## Bevölkerungsentwicklung
| Jahr                       | 1962 | 1968 | 1975 | 1982 | 1990 | 1999 | 2006 | 2016 | 2022 |
| Einwohner                  | 577  | 532  | 430  | 359  | 313  | 313  | 317  | 301  | 282  |
| Quellen: Cassini und INSEE |      |      |      |      |      |      |      |      |      |

## Sehenswürdigkeiten

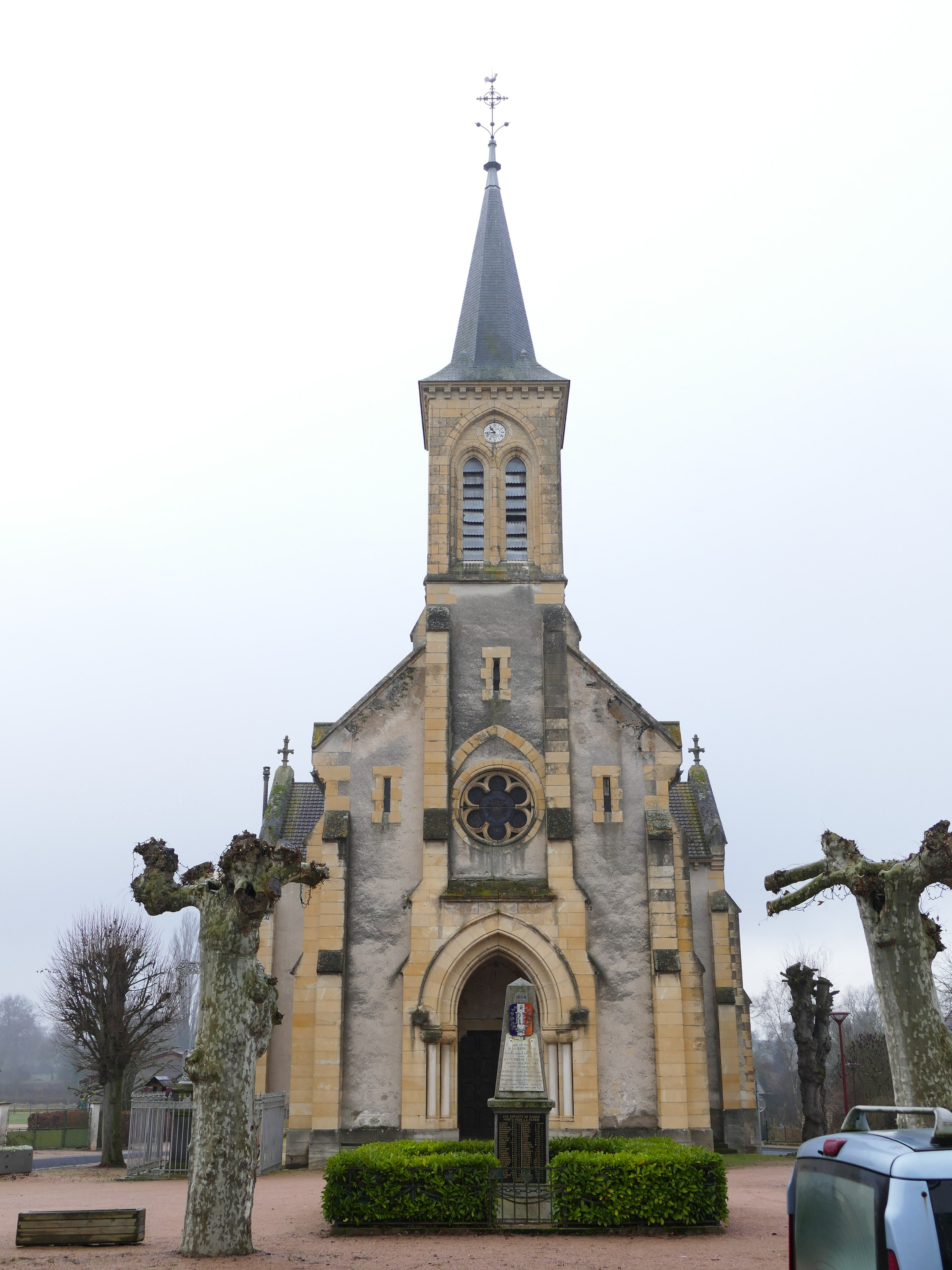
Kirche Saint-Pierre-Saint-Martin
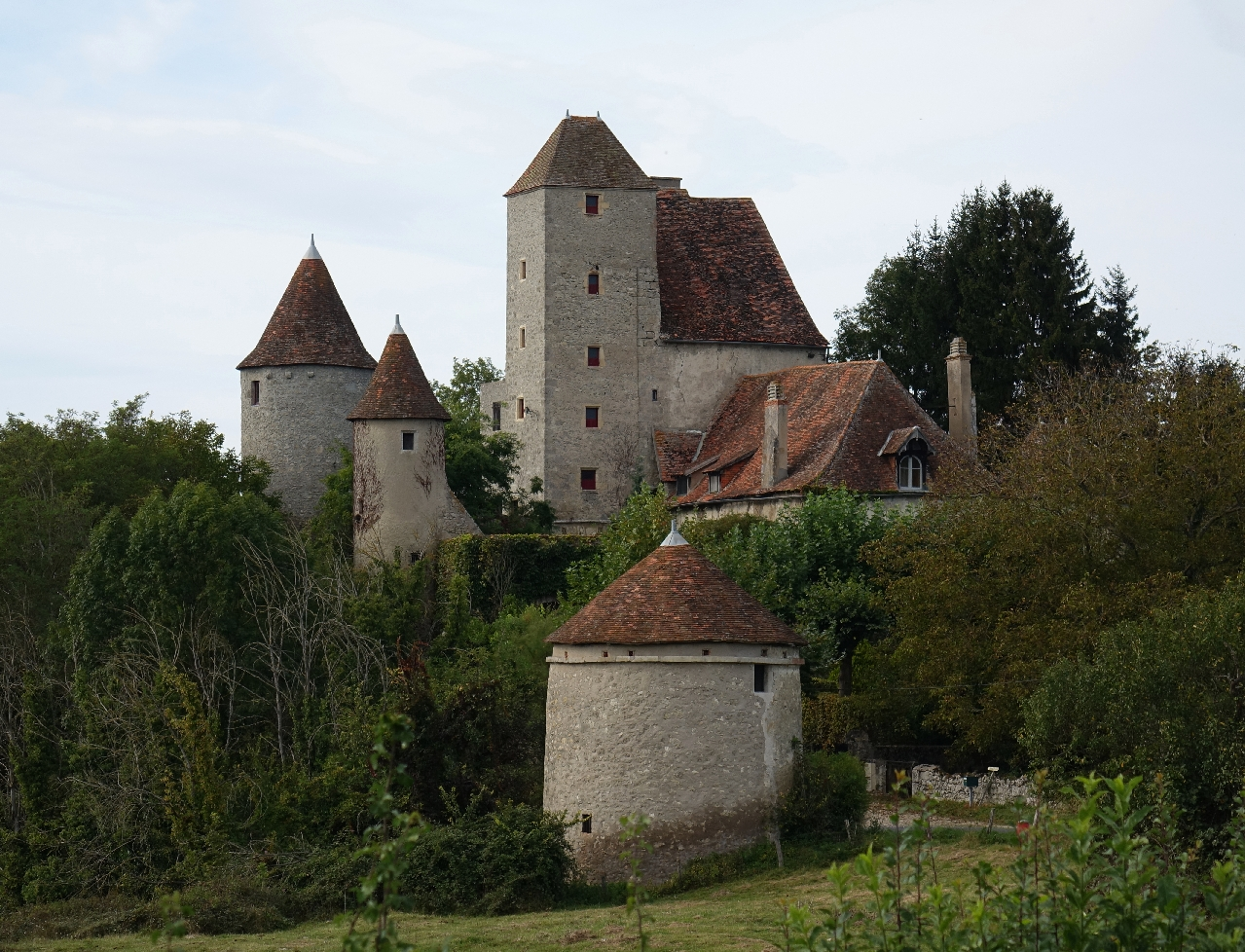
Schloss Puyol, seit 1925 Monument historique
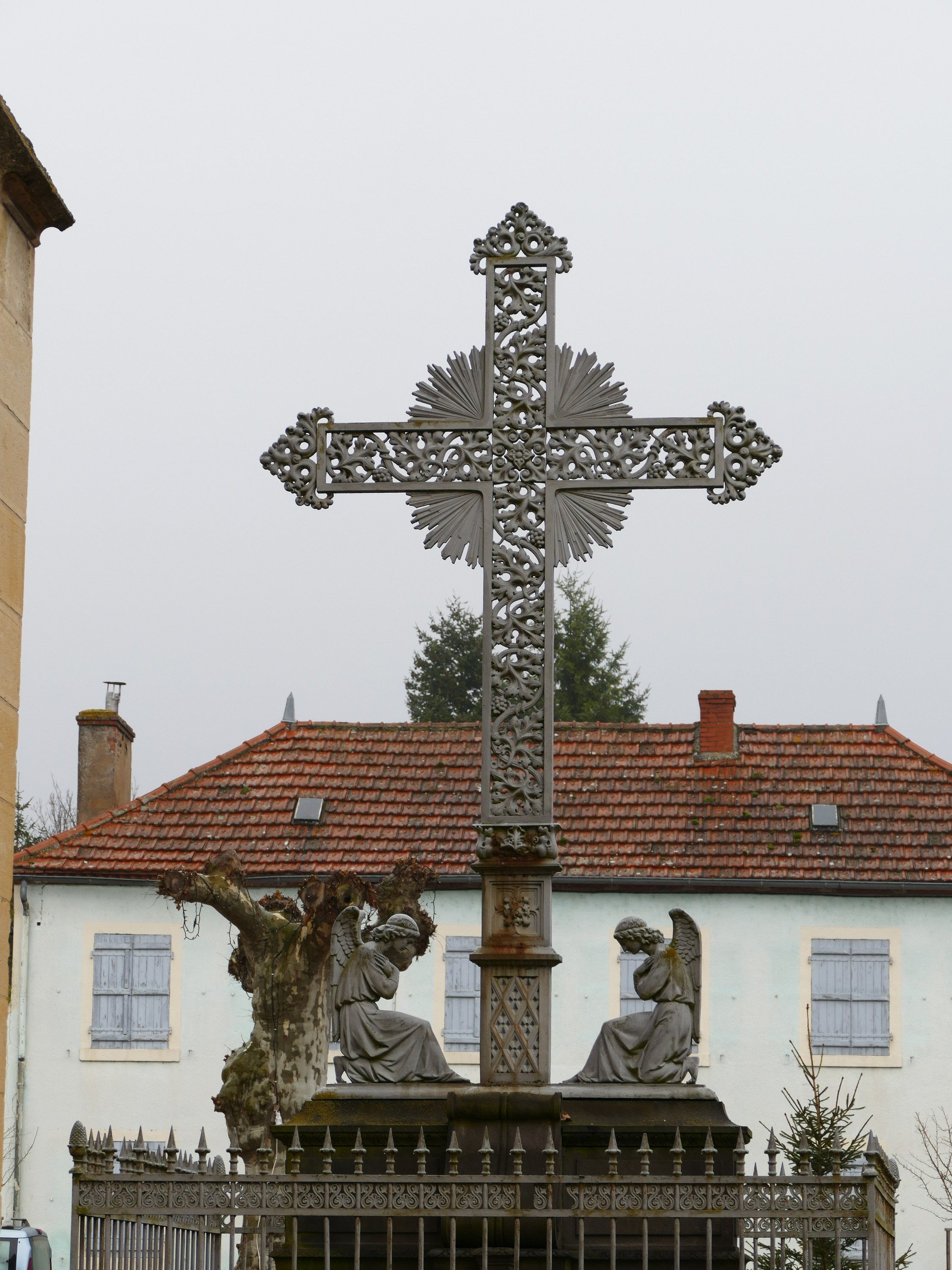
Monumentalkreuz

- Schloss Les Danois
- Wasserturm

- Kirche Saint-Pierre-Saint-Martin
- Schloss Puyfol
- Monumentalkreuz